# Seychellernas distrikt
Seychellerna är indelat i 25 distrikt. Roche Caiman och Les Mamelles är de senaste distrikten och tillkom 1998.

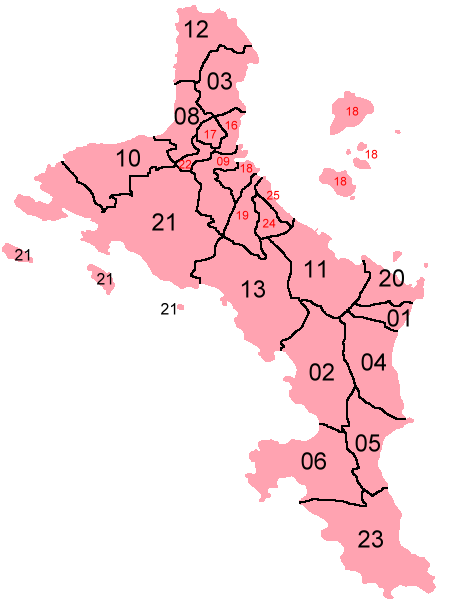

| Nr 1) | Distrikt                     | Huvudstad            | Area km² | Invånare Census 2002 | invånare Beräknad 2009 | Region           |
| ----- | ---------------------------- | -------------------- | -------- | -------------------- | ---------------------- | ---------------- |
| 01    | Anse aux Pins                | Anse Aux Pins        | 2.2      | 3535                 | 3590                   | East Mahé        |
| 02    | Anse Boileau                 | Anse Boileau         | 12.0     | 3994                 | 4089                   | West Mahé        |
| 03    | Anse Etoile                  | Anse Etoile          | 5.8      | 4272                 | 4905                   | North Mahé       |
| 04    | Au Cap (tidigare Anse Louis) | La Plaine St. André? | 8.7      | 2997                 | 3659                   | East Mahé        |
| 05    | Anse Royale                  | Anse Royale          | 6.6      | 3688                 | 3732                   | South Mahé       |
| 06    | Baie Lazare                  | Baie Lazare          | 12.1     | 2957                 | 3154                   | South Mahé       |
| 07    | Baie Sainte Anne             | Anse Volbert         | 25.1     | 3655                 | 3154                   | Inner Islands    |
| 08    | Beau Vallon                  | Beau Vallon          | 4.3      | 3797                 | 4049                   | North Mahé       |
| 09    | Bel Air                      | Bel Air              | 4.7      | 2900                 | 2947                   | Greater Victoria |
| 10    | Belombre (Bel Ombre)         | Belombre             | 9.2      | 3538                 | 4070                   | West Mahé        |
| 11    | Cascade                      | capital              | 10.4     | 3439                 | 3996                   | East Mahé        |
| 12    | Glacis                       | capital              | 7.0      | 3576                 | 4064                   | North Mahé       |
| 13    | Grand'Anse                   | Grand'Anse           | 15.4     | 2587                 | 2778                   | West Mahé        |
| 14    | Grand'Anse Praslin           | Grand Anse           | 14.4     | 3335                 | 3528                   | Inner Islands    |
| 15    | La Digue and Inner Islands   | La Passe             | 41.7     | 2099                 | 2214                   | Inner Islands    |
| 16    | English River                | English River        | 1.7      | 3624                 | 4157                   | Greater Victoria |
| 17    | Mont Buxton                  | Mont Buxton          | 1.2      | 3107                 | 3102                   | Greater Victoria |
| 18    | Mont Fleuri                  | Mont Fleuri          | 6.1      | 3611                 | 3877                   | Greater Victoria |
| 19    | Plaisance                    | Plaisance            | 3.4      | 3399                 | 3607                   | Greater Victoria |
| 20    | Pointe La Rue                | Pointe La Rue        | 3.9      | 2715                 | 3172                   | East Mahé        |
| 21    | Port Glaud                   | Port Glaud           | 26.7     | 2174                 | 2325                   | West Mahé        |
| 22    | Saint Louis                  | Saint Louis          | 1.1      | 3325                 | 3359                   | Greater Victoria |
| 23    | Takamaka                     | Takamaka             | 14.4     | 2589                 | 2580                   | South Mahé       |
| 24    | Les Mamelles                 | Les Mamelles         | 1.8      | 2352                 | 2480                   | Greater Victoria |
| 25    | Roche Caïman                 | Roche Caïman         | 1.2      | 2652                 | 2828                   | Greater Victoria |
|       | Seychellen                   | Victoria             | 455.0    | 81177                | 87298                  |                  |